# AYA MUSEUM
『AYA MUSEUM』（アヤ・ミュージアム）は、平野綾のベストアルバム。2011年5月25日にLantisから発売された。

## 概要
『スピード☆スター』以来2年ぶりとなるアルバムで、ベストアルバムとしては自身初となる。特別限定盤には、平野の今までの歌手活動の軌跡を辿った未公開映像が収録されているDVD『Making Museum』が同梱されている。また、平野にとってランティスから発売される作品としては最後のリリース作品となった。
初回盤、限定盤、通常盤の3種リリースであり、初回限定盤と特別限定盤には平野が今まで歌ったキャラクターソングを集めたCDが収録されており、ジャケットデザインは、特別限定盤がウジェーヌ・ドラクロワの「民衆を導く自由の女神」で、平野が真紅の衣装を着たジャンヌ・ダルクに、初回限定盤がアレクサンドル・カバネルの「有罪の囚人で毒を試すクレオパトラ」、通常盤がレオナルド・ダ・ヴィンチの「モナ・リザ」といった西洋絵画をモチーフとしたものになっている。また、平野自身の歌声とキャラクターの歌声が1枚のCDで堪能出来る為、hotexpressの平賀哲雄は平野のレインボーボイスが味わえるアルバムになっていると語っている。
当初は4月20日に発売予定だったが、東北地方太平洋沖地震の影響で延期された。
Disc1には平野史上初となるシークレットトラックが収録されている。

## 収録曲

### Disc-1
1. 水たまり [4:09]
作詞：平野綾、作曲・編曲：黒須克彦
2. 冒険でしょでしょ? [4:18]
作詞：畑亜貴、作曲：冨田暁子、編曲：藤田淳平（Elements Garden）
3. RIOT GIRL [4:49]
作詞：平野綾、作曲・編曲：nishi-ken
4. Set me free [3:40]
作詞：平野綾、作曲：黒須克彦、編曲：nishi-ken
5. Super Driver [4:19]
作詞：畑亜貴、作曲・編曲：神前暁
6. NEOPHILIA [4:11]
作詞：平野綾・畑亜貴、作曲・編曲：齋藤真也
7. スピード☆スター [4:41]
作詞：平野綾、作曲・編曲：nishi-ken
8. 星のカケラ [5:57]
作詞：平野綾、作曲：齋藤真也、編曲：齋藤真也・大久保薫
9. Unnamed world [3:33]
作詞：畑亜貴、作曲：黒須克彦、編曲：黒須克彦・nishi-ken
10. ダリア [4:35]
作詞：平野綾、作曲・編曲：山田高弘
11. For you [4:29]
作詞：平野綾、作曲・編曲：黒須克彦
12. MonStAR [4:21]
作詞：meg rock、作曲：黒須克彦、編曲：nishi-ken
13. LOVE★GUN [4:13]
作詞：平野綾、作曲：黒須克彦、編曲：nishi-ken・黒須克彦
演奏終了後、約20秒の空白部分がある。
14. ヨロコビの歌
作詞：こだまさおり、作曲・編曲：黒須克彦
シークレットトラック。

### Disc-2（初回限定盤・特別限定盤のみ）
1. 宇宙鉄人キョーダイン [2:57]
歌：泉こなた（from 『らき☆すた』）
作詞：石ノ森章太郎、作曲：菊池俊輔、編曲：オニオンブラザーズ
2. ドリームスペーシア [4:10]
歌：栗橋みなみ（from 『鉄道むすめ』）
作詞：ゆうまお、作曲：黒須克彦、編曲：宅見将典
3. 忘れましょうねヤヤヤヤヤン♪ [3:32]
歌：カルーア（テキーラ）・マジョラム（from 『ギャラクシーエンジェる〜ん』）
作詞：畑亜貴、作曲：田代智一、編曲：黒須克彦
4. Step〜明日への一歩〜 [2:57]
歌：サルのモモ（from 『おとぎストーリー 天使のしっぽ』）
作詞：幸倉久子、作曲・編曲：伊藤真澄
5. Dドライヴ/ラヴ [4:51]
歌：泉こなた（from 『らき☆すた』）
作詞：畑亜貴、作曲・編曲：nishi-ken
6. しちゃいましょう suggestive（パキラVer.） [3:41]
歌：パキラ（from 『錬金3級 まじかる?ぽか〜ん』）
作詞：井出安軌、作曲：Hiroki、編曲：quad
7. フツウの恋〜走れ!イインチョー!〜 [3:00]
歌：中慈馬早苗（from 『すもももももも〜地上最強のヨメ〜』）
作詞：こだまさおり、作曲：Chika-M、編曲：中西亮輔
8. 目覚めない wish… [3:49]
歌：長瀬湊（from 『あかね色に染まる坂』）
作詞：こだまさおり、作曲：星一生、編曲：伊藤俊
9. どんだけファンファーレ [4:06]
歌：泉こなた（from 『らき☆すた』）
作詞：畑亜貴、作曲：橋本由香利、編曲：nishi-ken
10. HYSTERIC DOLLS [3:59]
歌：カーチャ（from 『聖痕のクェイサー』）
作詞：只野菜摘、作曲・編曲：YoHsKE
11. Flying Horse 〜ウマ仮面 愛のテーマ〜 [5:04]
歌：ウマ仮面 a.k.a. sanae featuring LotusJuice（from 『すもももももも〜地上最強のヨメ〜』）
作詞：こだまさおり・LotusJuice、作曲：JUN-TA、編曲：中西亮輔
12. God knows... [4:40]
歌：涼宮ハルヒ（from 『涼宮ハルヒの憂鬱』）
作詞：畑亜貴、作曲・編曲：神前暁
13. Lost my music [4:15]
歌：涼宮ハルヒ（from 『涼宮ハルヒの憂鬱』）
作詞：畑亜貴、作曲・編曲：神前暁
14. First Good-Bye [4:39]
歌：涼宮ハルヒ（from 『涼宮ハルヒの憂鬱』）
作詞：畑亜貴、作曲・編曲：神前暁

### DVD（特別限定盤のみ）
- Making Museum
CD発売記念イベントの模様やミュージック・クリップのメイキング映像他、54分に及ぶ映像集。未公開映像含む。

1. 「Breakthrough」OFF SHOT
未公開映像。ベストアルバム本編にこの曲は未収録である。
2. 「冒険でしょでしょ?」OFF SHOT
未公開映像。
3. 「明日のプリズム」OFF SHOT
未公開映像。ベストアルバム本編にこの曲は未収録である。
4. 「LOVE★GUN」Music Clip Making
ミュージック・クリップ集『AYA HIRANO Music Clip Collection vol.1』にボーナス・トラックとして収録された映像と同様。
5. 「NEOPHILIA」Music Clip Making
ミュージック・クリップ集『AYA HIRANO Music Clip Collection vol.1』にボーナス・トラックとして収録された映像と同様。
6. 「MonStAR」Music Clip Making
ミュージック・クリップ集『AYA HIRANO Music Clip Collection vol.1』にボーナス・トラックとして収録された映像と同様。
7. 「RIOT GIRL」Music Clip Making
ミュージック・クリップ集『AYA HIRANO Music Clip Collection vol.1』にボーナス・トラックとして収録された映像と同様。
8. 「Unnamed world」Music Clip Making
ミュージック・クリップ集『AYA HIRANO Music Clip Collection vol.1』にボーナス・トラックとして収録された映像と同様。
9. 「Sing a Song!」Music Clip Making
未公開映像。ベストアルバム本編にこの曲は未収録である。
10. 「Super Driver」Music Clip Making
アニメ『涼宮ハルヒの憂鬱』の2009年版DVDに特典映像として収録されているものとは異なる未公開映像。
11. 「AYA HIRANO Music Clip Collection vol.1」ジャケット撮影
未公開映像。BGMは「Set me free」。
12. 2nd Album「スピード☆スター」ジャケット撮影
未公開映像。BGMは「水たまり」。
13. 「スピード☆スター」Music Clip Making
未公開映像。
14. 「Hysteric Barbie」Music Clip Making
未公開映像。ベストアルバム本編にこの曲は未収録である。
15. ベストアルバム「AYA MUSEUM」ジャケット撮影
未公開映像。BGMは「明日のプリズム（オルゴールバージョン）」。